# Peaky P-key
Peaky P-key는 미디어 믹스 컨텐츠 「D4DJ」에 등장하는 유닛의 한 세트.

## 개요
브시로드의 미디어 믹스 컨텐츠 「D4DJ」에 등장하는, DJ&보컬&퍼포먼스 유닛의 한 세트.유닛 음악 프로듀서는 우에마츠 노리야스(Elements Garden). 악곡의 작편곡도 일부 리믹스 악곡을 제외하고는 Elements Garden의 멤버가 담당하고 있다.
요요가쿠엔 중등부 때 결성한 DJ 유닛으로, 약칭은 「삐삐삐」.
Happy Around!의 4명 및 Photon Maiden의 이즈모 사키히메와는 전원이 같은 학년이다.
멤버는 전원 실력파로, 그 테크닉이나 퍼포먼스로부터 학원 내외에서 결성 당초의 시점부터 절대적인 인기를 자랑하고 있어 고교생이 된 현재도 그 인기는 상승하고 있다.
다른 사람을 가까이 할 수 없는 존재감으로, 캐스트 및 디글러로부터는 「절대 왕자」라고 부르는 소리가 높다.
악곡은 트랜스·레이브계의 어레인지가 주를 이룬다.
4개의 명쾌한 곡 전개와 함께 특징적인 안무로 작중·현실 모두 관객을 고조시키고 있다.
커버곡은 90-00년대에 유행한 곡이 많고, 「홍」 「호랑나비」라고 하는 메이저곡부터, 「Over Soul」 「Give a reason」등의 레전드적인 애니송까지 폭넓게 커버하고 있다.
부시로드 작품에서는 Roselia의 「BLACK SHOUT」을 커버해, 팬을 놀라게 했다(안의 인적인 의미에서도).

## 멤버
- 야마테 쿄코(山手響子)
- 이누코로 시노부(犬寄しのぶ)
- 사사코제니퍼유카(笹子・ジェニファー・由香)
- 시미즈 에소라(清水絵空)

멤버들의 성씨는 터널의 이름이 유래되었다.
- 야마노테→야마테 터널(수도 고속도로 중앙 순환선의 오이 JCT-다카마쓰 입구 사이에 있는 도로 터널)
- 이누코로→이누코로 터널(에히메현 이요시 남부에 위치한 이누코로 고개에 존재하는 터널)
- 사사코→사사코터널(야마나시현 오쓰키시와 동현 코슈시 사이에 있는 터널)
- 시미즈→시미즈 터널(조에쓰선 군마현과 니가타현 사이에 있는 터널)

## 미디어 믹스
만화 앱 「만화 문」에서, 「D4DJ -The Prologue of Peaky P-key-」(각본: 사카키 이치로, 작화: 미즈키 메이아)가 연재.요요학원 중등부에서의 4명의 만남으로부터 유닛의 결성을 그리는 작품.

## LIVE
Peaky P-key・Photon Maiden 合同LIVE「Ultimate Melodies」
2021년 4월 30일 Zepp Haneda(TOKYO)에서 주야간 2회 공연을 펼칠 예정이었던 합동 라이브 공연.신종 코로나 바이러스 감염 확대로 인해 유관객 개최를 보류한다.무관중 전달만 이뤄졌다.
Peaky P-key×Lynx Eyes 合同LIVE TOUR「Higher and Higher」
2022년 1월 7일 Zepp Haneda, 같은 해 1월 14일 Zepp Osaka Bayside에서 함께 주야간 2회 공연을 가졌다.합동 라이브는 두 번째가 된다.
Peaky P-key LIVE TOUR「FORCE」
2024년 2월부터 12월에 걸쳐 오사카, 나고야, 사이타마의 3개 도시에서 공연.단독으로 첫 투어 라이브가 된다.